# Mario Amaya (actor)
 Mario Amaya (provincia de Salta, Argentina, 1898  - Buenos Aires, Argentina 30 de enero de 1990) fue un actor de larga trayectoria en su país, a quien se conoció con el apodo de Churrinche. Estuvo casado con la actriz Chola Méndez.

## Carrera profesional

### Actuación en radio
Llegó a Buenos Aires desde su provincia natal para trabajar como cantor folklórico y alcanzó gran popularidad en el programa radial Chispazos de tradición al comienzo de la década de 1930.
Roberto Di Chiara dice sobre el programa:

”Y cuando se escucharon los primeros capítulos de "Chispazos de tradición" desaparecían como el agua los aparatos de radio, que la gente buscaba como si fuera el pan. Fue una verdadera revolución. Los que no tenían la suerte de poder comprar una radio, se las ingeniaba para llegar de visita a una casa amiga -llevando las facturas para el mate- y así, reunidos en el patio o en la salita, se asombraban escuchando las voces de los actores y las historias de "El gaucho solitario" al que no se le conocía la voz, solo el sonido de los cascos de su caballo, ya que el solitario aparecía en escenas culminantes, trayendo el suspenso para que al día siguiente se repitiera la escena de las vecinas que se juntaban a escuchar "Chispazos de tradición", el primer radioteatro argentino, escrito por un español e interpretado por un elenco en el que las figuras eran dos: el caballo del gaucho solitario y Churrinche. Churrinche -nombre de un pajarito- era el gauchito gracioso, que contaba graciosamente los chismes con los que divertía a los oyentes y los hacía olvidar por un momento la tensión que provocaban los diálogos del programa.”

El programa provocó algunas críticas. Homero Manzi desde la revista Micrófono (1934-1935)  criticó los libretos acusándolos de inauténticos desde el punto de vista de la genuina cultura popular y, al mismo tiempo, carentes de verdad histórica y artística, calificó al programa de “verdadero baldón para nuestro concepto de personas civilizadas” y trató a González Pulido de "filibustero" y “ladino ignorante”.
Eduardo Romano califica los libretos de González Pulido de 

“indigiribles pastiches…en que abundan los alardes de inverosimilitud, absurdos involuntarios y gruesos patetismos. Escritos, además, en un lenguaje plagado de voces anacrónicas y frases presuntuosas que se entrecruzan con crasos solecismos”

Para Jorge B. Rivera el programa era:

”“una suerte de revista radial con música, canciones, diálogos y pasos de comedia y drama inspirados libremente en una visión muy peculiar del folklore e inclusive de la misma realidad nacional”

Otro éxito radial de Amaya fue la radionovela El hijo del odio.

### Teatro
En varias oportunidades los elencos de los radioteatros salieron de gira para que los oyentes pudieran ver a los personajes que escuchaban a través de la radio. Sus historias, que estaban basadas en payadas, folletines y sainetes, fueron representadas en vivo en teatros de todo el país.
En 1936 formó la Compañía Radioteatral de Mario Amaya (Churrinche) que actuaba en el Teatro Fénix con la dirección de escena de Eduardo Zucchi.

### Cine
Trabajó en cine a partir de la década de 1950 y entre sus papeles se recuerda especialmente la labor cumplida en el filme Cerro Guanaco (1959).

## Filmografía
Actor
- ¡Arriba juventud! (1971)
- Escala musical (1966)
- Ahorro y préstamo... para el amor (1965)
- Canuto Cañete, detective privado …portero (1965)
- Lindor Covas, el cimarrón (1963)
- La flor de Irupé (1962)
- Interpol llamando a Río (1961)
- Dos tipos con suerte (1960)
- Héroes de hoy (1960)
- He nacido en Buenos Aires (1959)
- Cerro Guanaco (1959)
- Escuela de sirenas... y tiburones (1955)
- La cueva de Ali-Babá… Don Lucas (1954)
- Somos todos inquilinos (1954)
- Los tres mosquiteros (1953)
- Las zapatillas coloradas (1952)
- ¡Qué rico el mambo! (1952)
- Tierra extraña (1951)